# Pardune

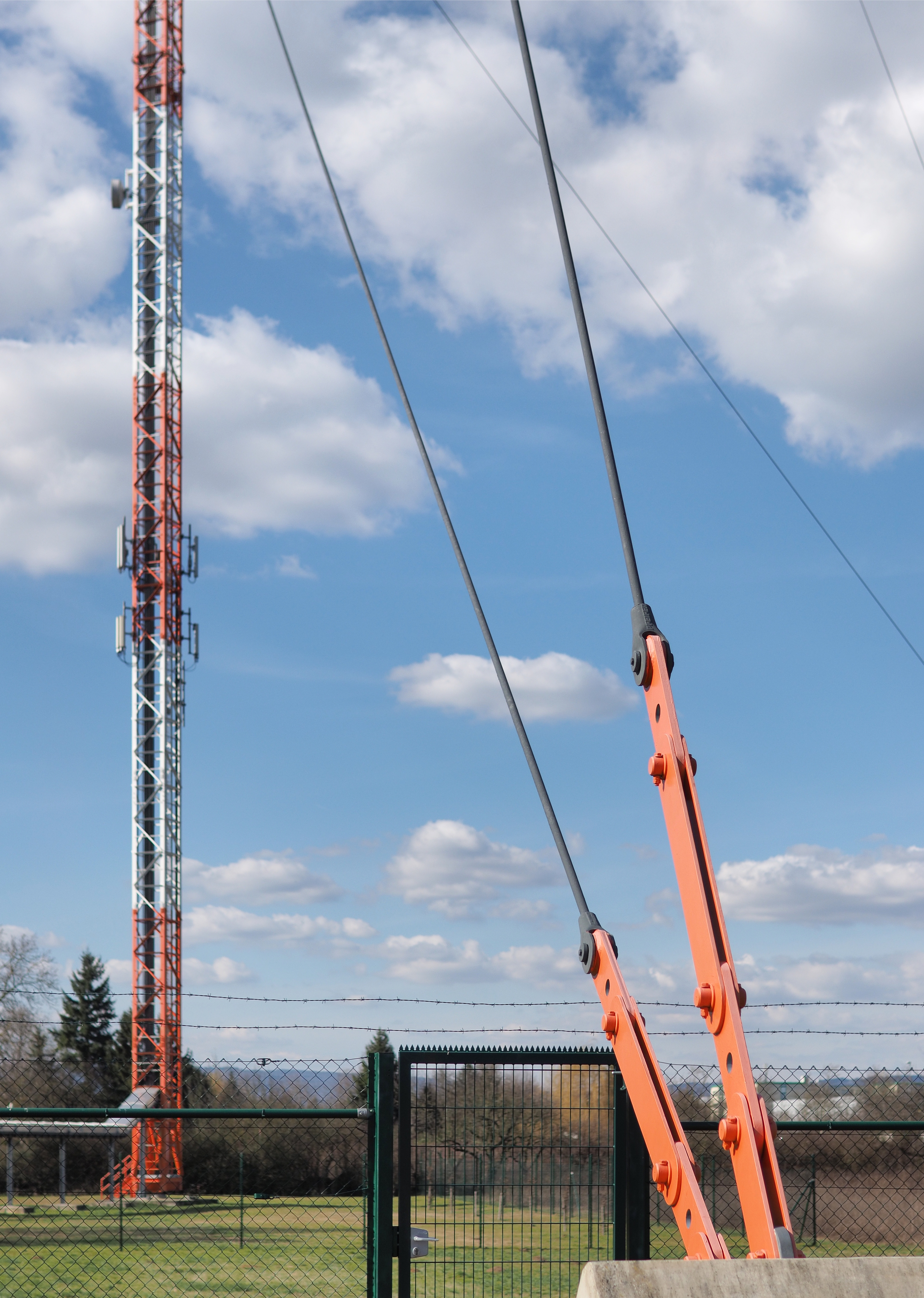
Pardunen (schräge Seile) des Senders Mainz-Kastel mit Augenstabsystemen (rot) zwischen den Pardunen und ihren Fundamenten

Eine Pardune ist ein Abspannseil für freistehende Masten. Abspannung mit Pardunen ist immer dann erforderlich, wenn entweder die Festigkeit des Mastes nicht dazu ausreicht, die auftretenden Windlasten zu tragen, oder eine Fundamentierung des Mastes selbst technisch nicht möglich ist (etwa weil der Mast gegenüber dem Erdboden isoliert sein muss).
Meist werden Pardunen in drei Richtungen gespannt, die von oben gesehen um 120 Grad gegeneinander versetzt sind. Je nach Masthöhe müssen Pardunen oft in mehreren Höhen installiert werden, um ein seitliches Durchbiegen des Mastes im Wind zu begrenzen. Am Boden werden die Pardunen meist mit massiven Betonfundamenten verankert.
Zum Abriss eines auf einer Freifläche stehenden Sendemastes werden in der Regel die Pardunen auf einer Seite des Mastes mit Schneidladungen durchtrennt, worauf der Mast zur gegenüberliegenden Seite kippt.

## Isolierung
Bei selbststrahlenden Sendemasten dürfen die Pardunen nicht mit dem Sendemast in Resonanz kommen, um dessen Abstrahlverhalten nicht ungünstig zu beeinflussen.
Meist werden dafür die Pardunen mit mehreren Isolatoren in Abschnitte unterteilt, die kürzer sind als ein Fünftel der abgestrahlten Wellenlänge. Es ist aber auch möglich,
- die Pardunen an ihren Fundamenten über eine Drossel zu erden, welche eine elektrische Resonanz verhindern,
- ihre Länge geeignet zu bemessen, so dass eine direkte Erdung möglich ist, oder
- Seile aus nichtleitendem Material zu verwenden.

## Bilder

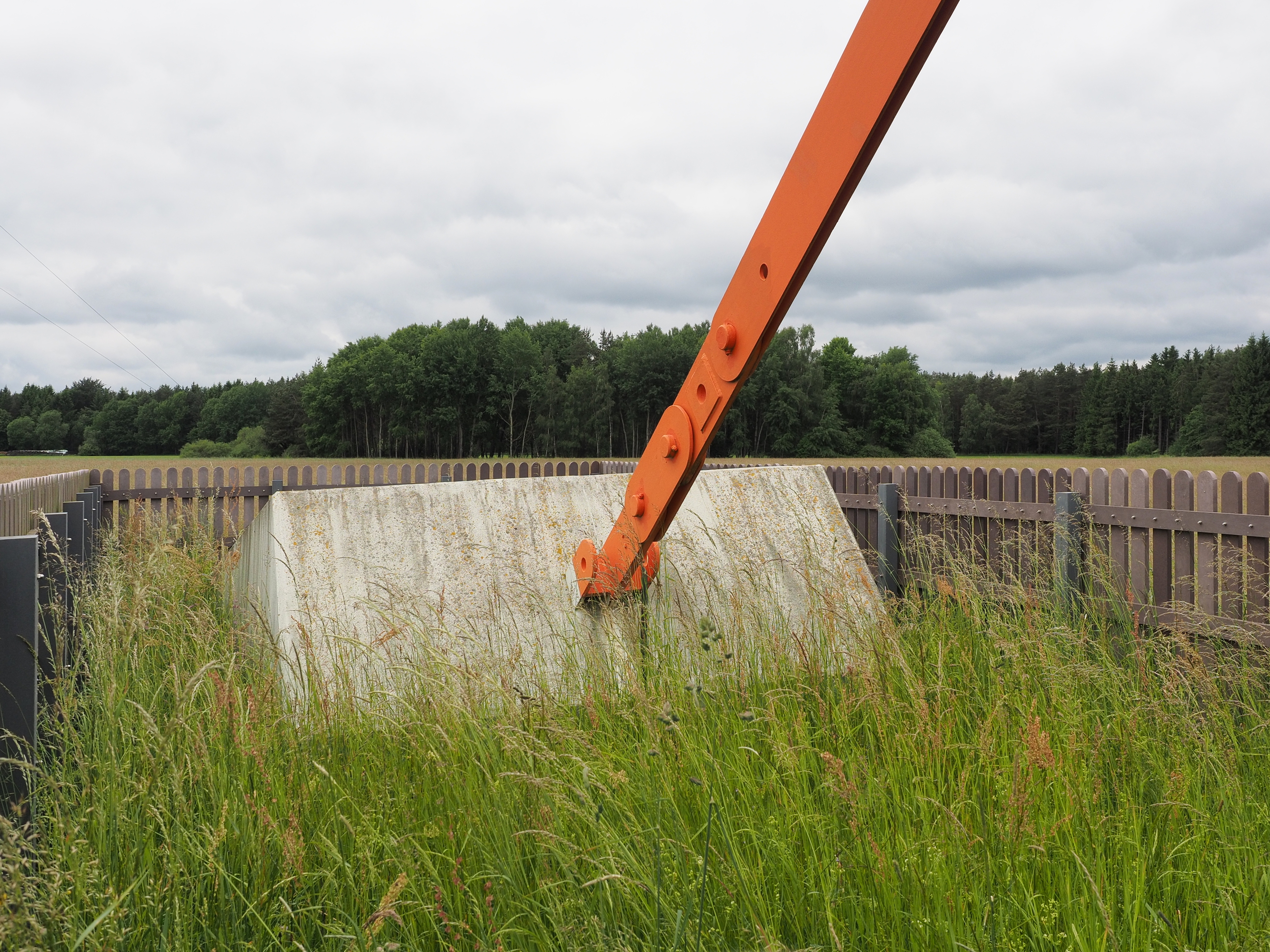
Pardunenfundament (Sender Donebach)
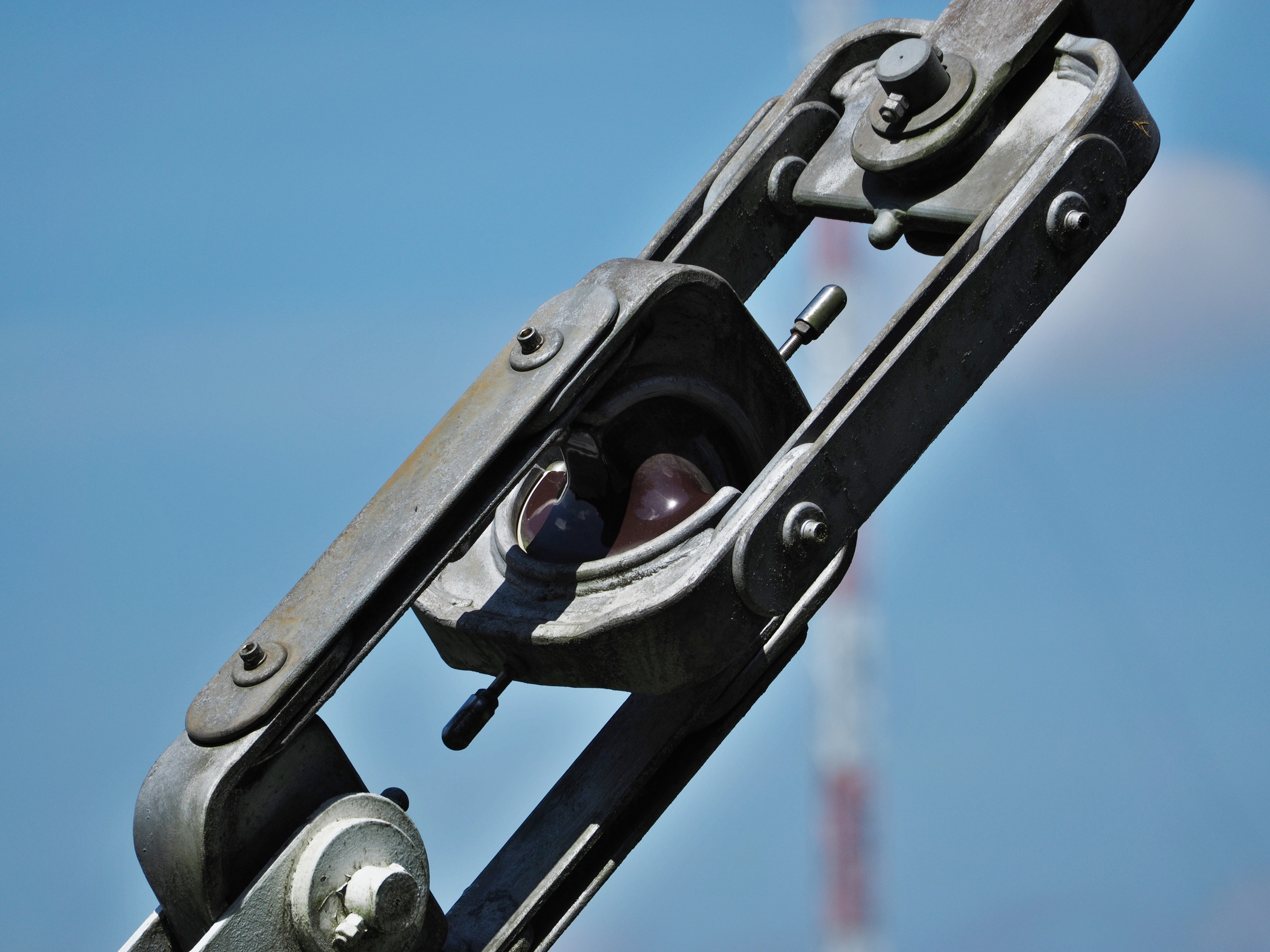
Pardunenisolator (das braune Bauteil zwischen den Stahlbandjochen, Sender Mainflingen)